# Sciur padrun da li beli braghi bianchi
Sciur padrun da li beli braghi bianchi (en français : « Monsieur le patron aux beaux pantalons blancs ») est une chanson populaire de revendications salariales des mondine (les émondeuses et repiqueuses) des rizières du novarese et du vercellese rendue célèbre par Giovanna Daffini. Elle fait partie du vaste répertoire de chants de travail témoignant des difficultés et des espérances de ces femmes de la plaine du Pô, grâce auxquels elles dépassaient leur fatigue et par lesquels elles dénonçaient l'exploitation par les patrons.

## La langue
Sciur padrun est chanté dans une langue inventée pour communiquer ensemble par les mondine provenant de diverses régions d'Italie et ne connaissant que leur propre dialecte. On retrouve dans cet espéranto des mondariso des termes des dialectes du sud de la Lombardie, de la Vénétie, de l'Émilie ou du Piémont.

## La révolte
Le patron est ici décrit arborant des bèli braghi bianchi (de beaux pantalons blancs) soulignant ainsi sa distance et son indifférence aux dures conditions de vie et de travail dans la rizière : il ne se salit pas, il reste sur la berge. Le couplet Prèma al rancaun, e po' dopu a 'ls ciancaun (au début on le déracinait, après on le coupait) fait allusion au fait que parfois les mondine coupaient sans le déraciner le pabi, une herbe aquatique (Echinochloa crus-galli ou giavone en italien, panic pied-de-coq en français) qui enfonce profondément ses racines dans la terre, ce qui rendait la monda inefficace puisque le pabi repoussait. La version originale du chant plaçait en premier l'action de couper et faisait suivre celle de déraciner, se référant à l'inexpérience initiale à laquelle fait allusion le couplet précédent (« c'était la première fois et on ne savait pas faire ») ; la version de Giovanna Daffini inverse l'ordre des deux actions, appuyant ainsi sur une forme volontaire de sabotage en signe de protestation. D'autres mondine, encore plus explicitement, modifiaient même le dernier vers de ce couplet, substituant l'em tot via (« on l'a enlevé ») par l'em lassà (« on l'a laissé »).

## Le texte
| Version originale Sciur padrun da li béli braghi bianchi föra li palanchi föra li palanchi sciur padrun da li béli braghi bianchi föra li palanchi ch'anduma a cà A scüsa sciur padrun sa l'èm fat tribülèr i era li prèmi volti a scüsa sciur padrun sa l'èm fat tribülèr i era li prèmi volti ca 'n saiévum cuma fèr Sciur padrun da li béli braghi bianchi föra li palanchi föra li palanchi sciur padrun da li béli braghi bianchi föra li palanchi ch'anduma a cà Prèma al rancaun e po' dopu a 'l sciancàun e adés ca l'èm tot via prèma al rancaun e po' dopu a 'l sciancàun e adés ca l'èm tot via al salutém e po' andèm via Sciur padrun da li béli braghi bianchi föra li palanchi föra li palanchi sciur padrun da li béli braghi bianchi föra li palanchi ch'anduma a cà Al nostar sciur padrun l'è bon come 'l bon pan da stér insëma a l'érsën al noster sciur padrun l'è bon com'è 'l bon pan da stér insëma a l'érsën al dis - Fé andèr cal man - Sciur padrun da li béli braghi bianchi föra li palanchi föra li palanchi sciur padrun da li béli braghi bianchi föra li palanchi ch'anduma a cà E non va più a mesi e nemmeno a settimane la va a pochi giorni e non va più a mesi e nemmeno a settimane la va a pochi giorni e poi dopo andiamo a cà Sciur padrun da li béli braghi bianchi föra li palanchi föra li palanchi sciur padrun da li béli braghi bianchi föra li palanchi ch'anduma a cà E non va più a mesi e nemmeno a settimane la va a poche ore e non va più a mesi e nemmeno a settimane la va a poche ore e poi dopo andiamo a cà Sciur padrun da li béli braghi bianchi föra li palanchi föra li palanchi sciur padrun da li béli braghi bianchi föra li palanchi ch'anduma a cà Incö l'è l'ultim giürën e adman l'è la partenza farem la riverenza incö l'è l'ultim giürën e adman l'è la partenza farem la riverenza al noster sciur padrun Sciur padrun da li béli braghi bianchi föra li palanchi föra li palanchi sciur padrun da li béli braghi bianchi föra li palanchi ch'anduma a cà E quando al treno a scëffla i mundèin a la stassion con la cassiétta in spala e quando al treno a scëffla i mundèin a la stassion con la cassiétta in spala su e giù per i vagon Sciur padrun da li béli braghi bianchi föra li palanchi föra li palanchi sciur padrun da li béli braghi bianchi föra li palanchi ch'anduma a cà Quando saremo a casa dai nostri fidanzati ci daremo tanti baci quando saremo a casa dai nostri fidanzati ci daremo tanti baci tanti baci in quantità Sciur padrun da li béli braghi bianchi föra li palanchi föra li palanchi sciur padrun da li béli braghi bianchi föra li palanchi ch'anduma a cà | Traduction littérale Monsieur le patron aux beaux pantalons blancs Sors tes sous, sors tes sous Monsieur le patron aux beaux pantalons blancs Sors tes sous pour qu'on rentre à la maison Excuse-nous monsieur le patron Si on t'a donné du fil à retordre C'étaient les premières fois Excuse-nous monsieur le patron Si on t'a donné du fil à retordre C'étaient les premières fois On ne savait pas comment faire Monsieur le patron aux beaux pantalons blancs Sors tes sous, sors tes sous Monsieur le patron aux beaux pantalons blancs Sors tes sous pour qu'on rentre à la maison D'abord on l'a déraciné Après on l'a coupé Et maintenant qu'on l'a tout enlevé D'abord on l'a déraciné Après on l'a coupé Et maintenant qu'on l'a tout enlevé On te salue et on s'en va Monsieur le patron aux beaux pantalons blancs Sors tes sous, sors tes sous Monsieur le patron aux beaux pantalons blancs Sors tes sous pour qu'on rentre à la maison Monsieur notre patron Il est bon comme le bon pain De rester avec nous sur la berge Monsieur notre patron Il est bon comme le bon pain De rester avec nous sur la berge À nous dire : faites aller ces mains Monsieur le patron aux beaux pantalons blancs Sors tes sous, sors tes sous Monsieur le patron aux beaux pantalons blancs Sors tes sous pour qu'on rentre à la maison Il ne reste pas un mois Ni même une semaine Il ne reste que quelques jours Il ne reste pas un mois Ni même une semaine Il ne reste que quelques jours Et puis on rentre à la maison Monsieur le patron aux beaux pantalons blancs Sors tes sous, sors tes sous Monsieur le patron aux beaux pantalons blancs Sors tes sous pour qu'on rentre à la maison Il ne reste pas un mois Ni même une semaine Il ne reste que quelques heures Il ne reste pas un mois Ni même une semaine Il ne reste que quelques heures Et puis on rentre à la maison Monsieur le patron aux beaux pantalons blancs Sors tes sous, sors tes sous Monsieur le patron aux beaux pantalons blancs Sors tes sous pour qu'on rentre à la maison Aujourd'hui c'est le dernier jour Et demain c'est le départ On tirera la révérence Aujourd'hui c'est le dernier jour Et demain c'est le départ On tirera la révérence À monsieur notre patron Monsieur le patron aux beaux pantalons blancs Sors tes sous, sors tes sous Monsieur le patron aux beaux pantalons blancs Sors tes sous pour qu'on rentre à la maison Et quand le train sifflera Les mondine à la gare Avec la valise sur l'épaule Et quand le train sifflera Les mondine à la gare Avec la valise sur l'épaule Hop et hop sur les wagons Monsieur le patron aux beaux pantalons blancs Sors tes sous, sors tes sous Monsieur le patron aux beaux pantalons blancs Sors tes sous pour qu'on rentre à la maison Quand on sera à la maison Avec nos fiancés On se fera plein de baisers Quand on sera à la maison Avec nos fiancés On se fera plein de baisers Plein de baisers en quantité Monsieur le patron aux beaux pantalons blancs Sors tes sous, sors tes sous Monsieur le patron aux beaux pantalons blancs Sors tes sous pour qu'on rentre à la maison |

## Sources
- (it) Cet article est partiellement ou en totalité issu de l’article de Wikisource en italien intitulé « Sciur padrun da li beli braghi bianchi » (voir la liste des auteurs).